# Sergej Novikov (wiskundige)
Sergej Petrovitsj Novikov (ook Serguei) (Russisch: Сергей Петрович Новиков) (Gorki, 20 maart 1938 – 6 juni 2024) was een Sovjet-Russisch en Russisch wiskundige.

## Biografie
Hij staat bekend om zijn werk aan zowel de algebraïsche topologie als de solitontheorie. Zijn moeder, Ljoedmila Keldysj, was eveneens wiskundige. In 1970 kreeg hij een Fieldsmedaille. 
Novikov overleed op 6 juni 2024 op 86-jarige leeftijd.

## Prijzen
- Leninprijs (1967)
- Fieldsmedaille (1970)
- Lobatsjevski-medaille (1981)
- Wolfprijs (2005)